# 미스 김
"미스 김"은 1985년에 개봉한 대한민국의 영화이다.

## 캐스팅
- 원미경 : 민애 역
- 신일룡
- 유장현
- 문태선
- 조용수
- 김인경
- 곽은경
- 문미봉
- 김수경
- 김진희
- 남경희
- 안진수
- 최석
- 이영호
- 라갑성
- 박용팔
- 노재상
- 이석구
- 신경환
- 권일정
- 장철
- 홍윤정
- 유명순
- 박예순
- 성명순
- 김신명
- 김숙희
- 유경희
- 김상희